# 인권의 날

인권의 날(人權-, Human Rights Day)은 1948년 12월 10일에 열린 국제 연합 총회에서 세계 인권 선언이 채택된 것을 기념하는 날로, 1950년 12월 4일에 열린 국제 연합 총회에서 매년 12월 10일을 세계 인권 선언일로 기념하는 결의안이 채택된 이후부터 전 세계 각국에서는 이 날을 세계 인권 선언일로 기념하고 있다. '국제인권기념일'이라고도 한다.
세계인권선언은 전문(前文)과 본문 30개 조항으로 구성되어 있다. 그 내용을 살펴보면 인간으로서 시민적·정치적 자유 및 사회보장·노동권, 공정한 보수를 받을 권리, 노동자의 단결권, 노동시간의 제한과 휴식, 교육에 관한 권리, 문화생활에 참여할 권리 등 사회적·경제적 권리에 관해 규정하고 있다.

## 같이 보기
- 대한민국의 기념일
- 대한민국인권상

## 참고 자료
- 이 문서에는 다음커뮤니케이션(현 카카오)에서 GFDL 또는 CC-SA 라이선스로 배포한 글로벌 세계대백과사전의 내용을 기초로 작성된 글이 포함되어 있습니다.